# Julian Casablancas
Julian Casablancas (23. srpna 1978) je zpěvák, frontman a skladatel písní indie rockové kapely The Strokes.

## Život
Julianův otec John Casablancas, Španělo-Američan, je zakladatelem modelingové agentury Elite model Management. Jeho matka Jeanette Christiansen je dánskou modelkou a miss Dánska 1965. Julian má bratra Cecilea Casablancase. V Julianově dětství se jeho rodiče rozvedli a on nadále žil se svou matkou. Sam Adoquei ho učil umění a etice.

### The Strokes
První z nynější kapely The Strokes, koho Jules (jak mu přátelé říkávají) potkal, byl Nikolai Fraiture. Znali se z mateřské školy, kterou 2 roky společně navštěvovali. Když Julianovi bylo 14, často než šel do školy, pil. Byl nucen navštěvovat nápravný program zvaný Phoenix House. Brzy poté jej jeho otec poslal do institutu Le Rosey, internátní školy ve Švýcarsku. Právě tady poznal Alberta Hammonda Jr. Když se Casablancas vrátil do New Yorku, po šesti měsících v Le Rosey pokračoval ve vzdělání na Dwight School v Manhattanu, kde se spřátelil s Fabriziem Morettim a Nickem Valensim, kteří se později stali členy kapely.
Julesův hlas v písních jako kombinace zpěvu a mluvy a jeho psaní textů bylo z velké části ovlivňováno hudbou Lou Reeda, Iana Curtise a Shane MacGowana. Jeho hlasový rozsah však zdaleka nedosahuje intenzitu hlasového spektra. Zpívá hodně nízko ("Heart in a Cage", "Ask Me Anything"), jedny z nejvýše zazpívaných písní jsou "You Only Live Once", "Razorblade". Písně jako "Vision of Division", "Reptilia", nebo "Juicebox" začínají jemnými, duchaplnými tóny. Všechny jeho kompozice pro kapelu jsou jako dělané na míru pro dvě kytary, basovou kytaru, bicí a jeden zpěv. Tato stylizace je dovedla k vydání tří alb: Is This It (2001), Room on Fire (2003) a First Impressions of Earth (2006).

### Sólové projekty
V listopadu 2009 Julian představil svou první sólovou desku nazvanou Phrazes for the Young nahrávanou v Los Angeles, Nebrasce a Julesově rodišti New Yorku. Album produkoval Jason Lader ve spolupráci s Mike Mogisem z kapely Bright Eyes. Je také inspirací pro jiné známé muzikanty, například pro Courtney Love, která o něm napsala píseň "But Julian, I'm a Little Bit Older Than You".
V roce 2014 nahrál desku Tyranny s kapelou The Voidz, která byla zformována roku 2013.

## Diskografie

### Se Strokes
- Is This It (2001)
- Room on Fire (2003)
- First Impressions of Earth (2006)
- Angles (2011)
- Comedown Machine (2013)
- The New Abnormal (2020)

### Sólové projekty
- Instant Crush - Daft Punk RAM (2013)
- Phrazes for the Young (2009)
- I Wish It Was Christmas Today (EP) (2009)

### S The Voidz
- Tyranny (2014)
- Virtue (2018)